# Japão nos Jogos Olímpicos de Inverno de 1998
O Japão participou dos Jogos Olímpicos de Inverno de 1998 em Nagano, Japão.

## Medalhas
| Atleta                                                       | Esporte                                | Evento                  | Medalha |
| ------------------------------------------------------------ | -------------------------------------- | ----------------------- | ------- |
| Tae Satoya                                                   | Esqui estilo livre                     | Moguls feminino         | Ouro    |
| Hiroyasu Shimizu                                             | Patinação de velocidade                | 500 m masculino         | Ouro    |
| Takafumi Nishitani                                           | Patinação de velocidade em pista curta | 500 m masculino         | Ouro    |
| Kazuyoshi Funaki                                             | Salto de esqui                         | Pista longa individual  | Ouro    |
| Takanobu Okabe Hiroya Saito Masahiko Harada Kazuyoshi Funaki | Salto de esqui                         | Pista longa por equipes | Ouro    |
| Kazuyoshi Funaki                                             | Salto de esqui                         | Pista normal individual | Prata   |
| Hiroyasu Shimizu                                             | Patinação de velocidade                | 1000 m masculino        | Bronze  |
| Tomomi Okazaki                                               | Patinação de velocidade                | 500 m feminino          | Bronze  |
| Hitoshi Uematsu                                              | Patinação de velocidade em pista curta | 500 m masculino         | Bronze  |
| Masahiko Harada                                              | Salto de esqui                         | Pista longa individual  | Bronze  |

Legenda
| Recorde mundial      | Recorde mundial (World record)               |                       | Recorde africano                      | Recorde africano (African) |                                           | Q | Classificado por posição (Qualified) |
| Recorde olímpico     | Recorde olímpico (Olympic record)            | Recorde da América    | Recorde da América (Americas)         | q                          | Classificado por melhor tempo (Qualified) |   |                                      |
| Melhor marca do ano  | Melhor marca do ano (World leading)          | Recorde asiático      | Recorde asiático (Asian)              | DNS                        | Não largou (Did not start)                |   |                                      |
| Recorde nacional     | Recorde nacional (National record)           | Recorde europeu       | Recorde europeu (European)            | DNF                        | Não terminou (Did not finish)             |   |                                      |
| Recorde pessoal      | Recorde pessoal do atleta (Personal best)    | Recorde da Oceania    | Recorde da Oceania (Oceania)          | DSQ / DQ                   | Desclassificado (Disqualified)            |   |                                      |
| Recorde da temporada | Recorde da temporada do atleta (Season best) | Recorde sul-americano | Recorde sul-americano (South America) | NM                         | Sem marca (No mark)                       |   |                                      |